# Gymnase (sport)
Pour les articles homonymes, voir gymnase.

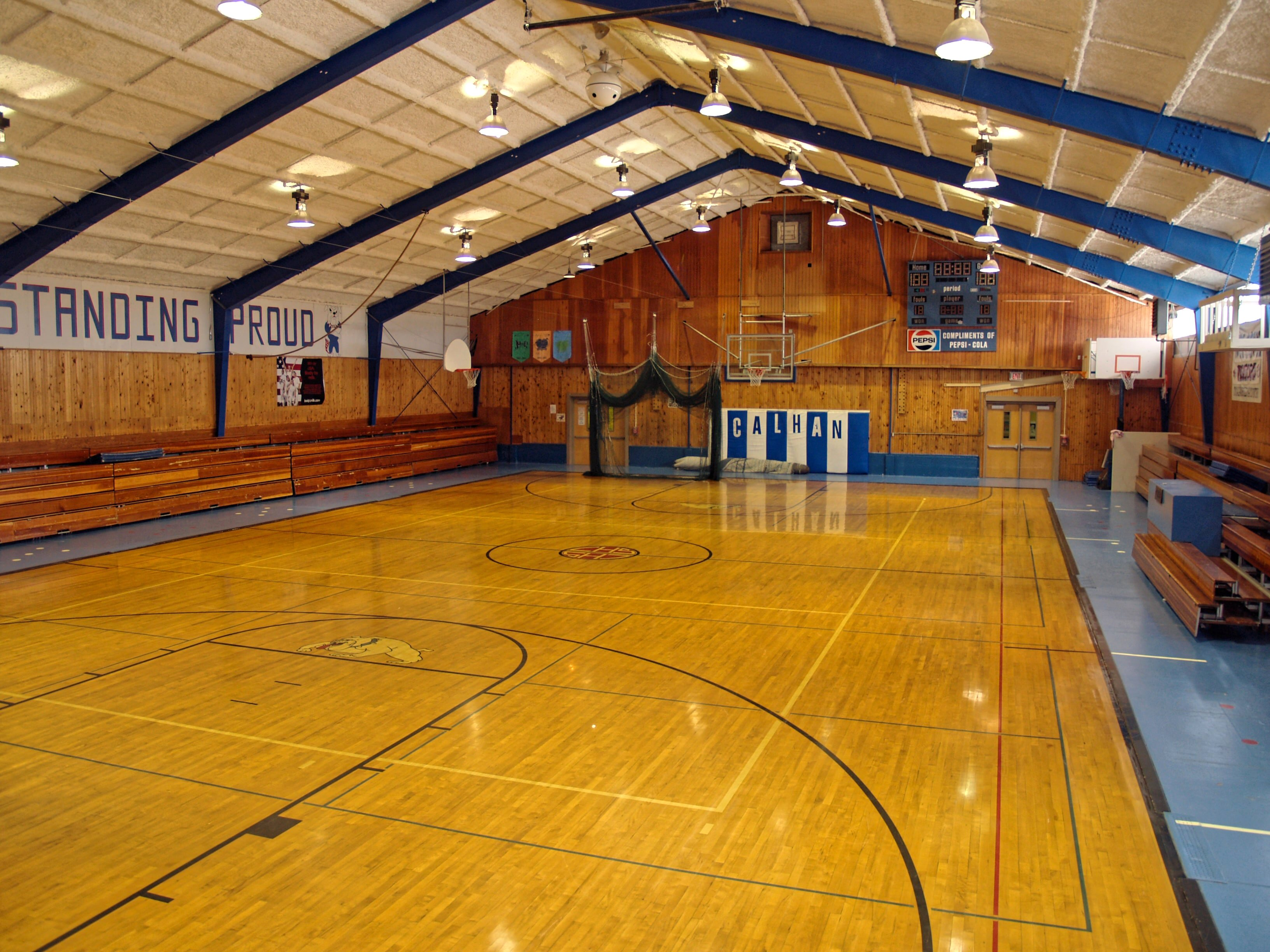
Un gymnase à Calhan dans le Colorado (États-Unis).

Un gymnase (au Canada et en France) ou hall omnisport (en Belgique) est un bâtiment de hauteur généralement élevée, où l'on pratique certains sports intérieurs, comme notamment la gymnastique artistique, ainsi que le basket-ball, le volley-ball ou le handball.
Afin d'y accueillir du public, la salle principale (appelé parfois « plateau d'évolution », « espace d'évolution » ou « aire d'évolution ») recouverte d'un sol parqueté, en PVC ou en linoleum, peut être dotée de gradins. Celle-ci est presque systématiquement accompagnée de pièces annexes comme : des vestiaires dotés de sanitaires (douches, toilettes, …), des salles de musculation, des locaux d'entreposage du matériel, des locaux techniques, des locaux administratifs, etc. Certains gymnases peuvent comporter plusieurs autres « espaces d'évolution » secondaires.
Le premier gymnase couvert à avoir été construit serait probablement celui initié par le gymnaste et éducateur allemand Adolf Spiess (en) vers 1852 en Hesse.